# Associação Naval 1º de Maio
L'Associação Naval 1º de Maio és un club de futbol de la ciutat de Figueira da Foz, Portugal. Actualment juga a la Primera Divisió de Portugal. El 20 de maig de 1929 fou fet Dama de la Ordem Militar de Cristo i el 19 d'abril de 1993 fou fet membre honorari de l'Orde de l'Infant Dom Henrique.

## Uniforme
- Uniforme titular: Samarreta blanca amb ratlles horitzontals verdes, pantalons i mitges blanques.
- Uniforme alternatiu: Samarreta daurada, pantalons verds i mitges daurades.